# Pladebolssjön
Pladebolssjön är en sjö i Halmstads kommun i Halland och ingår i Fylleåns huvudavrinningsområde. Sjön är 3,5 meter djup, har en yta på 0,079 kvadratkilometer och befinner sig 173 meter över havet.